# Йохан Максимилиан фон Ламберг
Йохан Максимилиан Непомук фон Ламберг (на немски: Johann Maximilian Nepomuk von Lamberg) е австрийски благородник, граф, от 1636 г. имперски граф на Ламберг, фрайхер на Ортенек и Отенщайн, дипломат, министър, също бургграф на граф Щайр (Горна Австрия). Той е от главните представители на императора в подготовката и подписването на Вестфалския мирен договор (1648) и рицар на златното руно. Смятан е за един от „най-големите и опитни държавни министри на 17 век“. Той е „инколат“ на Бохемия, известно време е възпитател на по-късния император Леополд I. Ръководи и връзките на Виенския двор с Испания.

## Биография

### Произход
Роден е на 23/28 ноември 1608 година в Брюн, Хабсбургска монархия (днес Бърно, Чехия). Произлиза от благородническата фамилия Ламберг от Каринтия и Крайна, която има собствености в Горна Австрия (Щирия). Той е син на имперския фрайхер Георг Сигизмунд фон Ламберг-Амеранг (1565 – 1632), „инколат на Бохемия“ 1607, фрайхер фон Ортенег и Отенщайн, бургграф на Щайер, и третата му съпруга Йохана дела Скала/фон дер Лайтер, наследничка на Амеранг (1574 – 1644), вдовица на граф Сигизмунд фон Дитрихщайн-Николсбург (1560 – 1602), дъщеря на лорд Ханс V фон Амеранг († 1592) и фрайин Елизабет фон Тун. Внук е на Сигизмунд фон Ламберг-Ортенег-Отенщайн (1536 – 1619) и първата му съпруга фрайин Зигуна Елеонора Фугер-Кирхберг-Вайсенхорн (1541 – 1576). Роднина е на Карл фон Ламберг († 1612), архиепископ на Прага (1607 – 1612). По-малкият му брат е граф Йохан Вилхелм (1610 – 1647). По-големият му полубрат Йохан Сигизмунд (1605 – 1634) е канон в Пасау 1616 г.

### Образование и дипломатическа кариера
Йохан Максимилиан следва право във университета във Виена, знае латински, след това пътува в Италия, Франция и Испания, където изучава езиците им. След завръщането му той започва императорска служба и става „кемерер“ на император Фердинанд II (1610 – 1637). Той е причислен към тронпринца, ерцхерцог Фердинанд III, тогава крал на Унгария и Бохемия, и го придружава във военните му походи.
През 1632 г. наследява баща си в като бургграф на Щайр в Горна Австрия. Като кемерер на император Фердинанд III Йохан Максимилиан е издигнат в Регенсбург през 1636 г. на имперски граф („диплом“ 5 септември 1641 в Регенсбург) заедно с по-малкия му брат Йохан Вилхелм (1610 – 1647). След това той е изпращан на важни дипломатически мисии. През 1643 г. отива като министър на „Мирния конгрес в Мюнстер“.
През 1651 г. довежда във Виена третата съпруга на император Фердинанд III, Елеонора Магдалена Гонзага-Мантуа, и след това отива като императорски посланик в Мадрид, където е седем години и получава през 1664 г. от крал Филип IV „ордена на златното руно“. Завръща се обратно в Австрия (1664 г.) и през 1668 г. придружава император Леополд I в Тирол. Той играе важна роля при преговорите за прекратяването на Тридесетгодишната война.

### Смърт
Йохан Максимилиан фон Ламберг умира на 12/15 декември 1682 г. във Виена на 74-годишна възраст. Погребан е в „Карлс-капелата“ в дворцовата църква „Св. Августин“, Виена.

## Фамилия
Йохан Максимилиан фон Ламберг се жени на 25 юли 1635 г. във Виена за графиня Юдита Ребека Елеонора фон Врбна-Фройдентал/Брунтал (* 1612; † 16 март 1690 във Виена, погребана във Виена), дъщеря на Георг/Жири Врбна-Фройдентал († 1625 в екзил) и третата му съпруга Хелена Брунталска Врбна-Фройдентал († 1657). Те имат 10 деца:
- Елеонора Франциска (* 1636; † 19 ноември 1689), омъжена I. април 1665 г. за граф Хайнрих Вилхелм фон Щархемберг (* 28 февруари 1593; † 2 април 1675, Виена), II. 1676 г. за нейния първи братовчед граф Франц Антон фон Ламберг († 1675)
- Франц Йозеф I фон Ламберг (* 28 октомври 1637, Виена; † 2 ноември 1712 в Щайр), имперски граф, по-късно 2. княз на Ламберг, ландграф на Лойхтенберг, женен в Прага за имперската графиня Анна Мария фон и цу Траутмансдорф (* 1642; † 21 април 1727)
- Мария Изабела (* 7 ноември 1638; † 22 ноември 1689), омъжена I. на 19 ноември 1662 г. за граф Сигизмунд Ернст фон Цинцендорф (* януари 1640; † 29 декември 1701), II. на 9 май 1660 г. за граф Ханс Адам Хрзан фон Харас († 22 януари 1681)
- Йохана Терезия (кръстена 30 декември 1639, Виена; † 3 февруари 1716, Виена), омъжена на 28 октомври 1662 г. за граф Фердинанд Бонавентура I фон Харах цу Рорау-Танхаузен (* 14 юли 1636; † 15 юни 1706, Карлсбад)
- Георг Сигизмунд (* 20 юли 1641; † 1672, Егер), рицар на Малтийския орден
- Мария Анна Хелена (кръстена 12 май 1643; † 27 март 1674), омъжена на 29 април 1661 г. за княз Джовани/Йохан Карл Порчия и Бруниера († 27 април 1667)
- Клара Катарина Мария (* 1644; † пр. 2 май 1669), омъжена на 27 юли 1661 г. за граф Ернст Емерих фон Тили († 22 април 1675)
- Максимилиан Лудвиг (* 1646; † 1646/1665)
- Каспар Фридрих фон Ламберг (* 1648, Мюнстер; † 20 юли 1686, Брно/Брюн), граф на Ламберг-Кунщат, женен I. 1675 г. за Мари Франциска Терезия Исерле фон Кодау († 1684), II. на 31 декември 1684 г. за графиня Мария Алойзия Терезия фон Валдбург-Цайл (* ок. 1658; † 14 август 1717)
- Йохан Филип фон Ламберг (* 26 ноември 1651; † 20/26 октомври/ноември 1712, Регенсбург), издигнат 1709 на имперски княз на Ламберг (ad personam), канон в Пасау 27 март 1663, канон в Залцбург 5 юни 1675, княжески епископ на Пасау 1689 и кардинал 20 юни 1700